# Яговкин, Иван Степанович
Иван Степанович Яговкин (1886, Слободской уезд, Вятская губерния — 13 декабря 1934, СССР) — советский учёный-геолог, один из первых исследователей геологии цветных и драгоценных металлов Казахстана и Забайкалья.

## Биография
Родился в 1886 году в селе [уточнить], Слободской уезд, Вятская губерния в бедной семье.
Учился в Вятском реальном училище.
В 1906—1916 годах обучался в Горном институте в Петрограде. В студенческие годы подвергался арестам за участие в работе Вятской и Петроградской организаций РСДРП. Был в экспедициях в Казакстане, Бакинских промыслах и на Кузбассе, под руководством Л. И. Лутугина.
С 1919 года работал в Геологическом комитете. Впервые провёл детальную геологическую съемку (десятивёрстная съёмка — геологические карты, стратиграфия, тектоника, петрография) и изучение рудных площадей (Fe, Cu, Pb, Au, W) в районах Успенский, Джезказганский, Улутавский. Занимался месторождениями полезных ископаемых в Центральном и Восточном Казахстане, а также в Забайкалье. Детально изучал окрестности Спасского и Корсакпайского медеплавильных заводов.
С 1925 по 1929 год он возглавлял все геологоразведочные работы в Центральном Казахстане (Казакская АССР). Был составителем первой карты геологической карты Джезказганского, Улатовского, Успенского рудных районов. Ведущий специалист по месторождениям медистых песчаников.
В последние годы жизни занимался изучением золоторудных месторождений Забайкалья.
Его статья была включена в материалы Сессии АН СССР по проблемам Большого Джезказгана и Рудного Алтая.
Скоропостижно скончался за своим рабочим столом в ЦНИГРИ 13 декабря 1934 года, в возрасте 48 лет.

## Семья
- Сын — Яговкин, Всеволод Иванович (1914 —), геолог[5].

## Публикации
Автор более 30 научных публикаций по геологии, среди них:
- Яговкин И. С. Успенское медное месторождение Акмолинской губернии, в Казакской АССР. Л.: Геолком, 1928. 86, 19, 10 с.
- Яговкин И. С. Геологические наблюдения по реке Ишиму и в Кокчетавском районе Акмолинской области в 1923 г. 1929.
- Яговкин И. С. Цветные металлы Азиатской части СССР. М.: Советская Азия, 1931. 72 с.
- Яговкин И. С. Геологический очерк Джезказгано-Улутавского района // Большой Джезказган: Сборник материалов по проблеме комплексного изучения и освоения природных ресурсов Джезказгано-Улутавского района Центрального Казакстана. Л.; М.: Издательство АН СССР, 1935. C. 85-171. (Труды Казахской базы АН СССР; Вып. 7)

## Память
Именем И. С. Яговкина названы ископаемые организмы:
- Linoproductus yagovkini Nalivkin, 1937 — замковые брахиоподы, нижний Каменноугольный период, Казахстан.

В Искусстве:
- Иван Степанович Ягодкин (актёр Максим Горбанев) — персонаж геолога из Геолкома в телесериале «Қаныш. Қазына» (6 серий), Qazaqstan (телеканал), 2023.